# توماس فيليكس روزنباوم
توماس فيليكس روزنباوم (بالإنجليزية: Thomas Felix Rosenbaum)‏ (ولد في 20 فبراير 1955) هو فيزيائي أمريكي والرئيس الحالي لمعهد كاليفورنيا للتقنية. قبل ذلك كان عميدًا لأعضاء هيئة التدريس في جامعة شيكاغو.